# (4629) Walford
(4629) Walford (1986 TD7) – planetoida z grupy pasa głównego asteroid okrążająca Słońce w ciągu 4,34 lat w średniej odległości 2,66 j.a. Odkryta 7 października 1986 roku.